# Egyptian League of American Football 2016
La Egyptian League of American Football 2016 è stata la 2ª edizione del campionato di football americano di primo livello, organizzato dalla ELAF.

## Squadre partecipanti
| Club           | Città    | Stadio | Sponsor ufficiale | Risultato nella stagione 2015 |
| -------------- | -------- | ------ | ----------------- | ----------------------------- |
| Cairo Gorillas | Il Cairo |        |                   |                               |
| Cairo Hawks    | Il Cairo |        |                   |                               |
| Cairo Lions    | Il Cairo |        |                   |                               |
| Cairo Mustangs | Il Cairo |        |                   |                               |
| Cairo Sharks   | Il Cairo |        |                   |                               |

## Preseason

### Week 1
| 11 dicembre 2015 | Cairo Lions | 0 – 32 | Cairo Hawks |  |

| 11 dicembre 2015 | Cairo Mustangs | 22 – 28 | Cairo Sharks |  |

### Week 2
| 18 dicembre 2015 | Cairo Lions | 14 – 26 | Cairo Sharks |  |

| 18 dicembre 2015 | Cairo Mustangs | 0 – 38 | Cairo Hawks |  |

### Week 3
| 25 dicembre 2015 | Cairo Hawks | 18 – 14 | Cairo Sharks |  |

| 25 dicembre 2015 | Cairo Lions | 24 – 20 | Cairo Mustangs |  |

## Stagione regolare

### Calendario

#### 1ª giornata
| 26 febbraio 2016, ore 14:00 | Cairo Sharks | 32 – 0 | Cairo Lions |  |

| 26 febbraio 2016, ore 16:00 | Cairo Mustangs | 18 – 38 | Cairo Hawks |  |

#### 2ª giornata
| 4 marzo 2016, ore 14:00 | Cairo Lions | 40 – 8 | Cairo Gorillas |  |

| 4 marzo 2016, ore 16:00 | Cairo Sharks | 32 – 6 | Cairo Mustangs |  |

#### 3ª giornata
| 11 marzo 2016, ore 14:00 | Cairo Hawks | 31 – 0 | Cairo Gorillas |  |

| 11 marzo 2016, ore 16:00 | Cairo Lions | 26 – 6 | Cairo Mustangs |  |

#### 4ª giornata
| 18 marzo 2016, ore 14:00 | Cairo Lions | 8 – 14 | Cairo Hawks |  |

| 18 marzo 2016, ore 16:00 | Cairo Sharks | 36 – 0 | Cairo Gorillas |  |

#### 5ª giornata
| 25 marzo 2016, ore 14:00 | Cairo Mustangs | 8 – 6 | Cairo Gorillas |  |

| 25 marzo 2016, ore 16:00 | Cairo Sharks | 20 – 14 | Cairo Hawks |  |

#### 6ª giornata
| 1º aprile 2016, ore 14:00 | Cairo Lions | 8 – 24 | Cairo Sharks |  |

| 1º aprile 2016, ore 16:00 | Cairo Hawks | 40 – 8 | Cairo Mustangs |  |

#### 7ª giornata
| 8 aprile 2016, ore 14:00 | Cairo Gorillas | 0 – 24 | Cairo Lions |  |

| 8 aprile 2016, ore 16:00 | Cairo Mustangs | 8 – 40 | Cairo Sharks |  |

#### 8ª giornata
| 22 aprile 2016, ore 14:00 | Cairo Gorillas | 10 – 22 | Cairo Hawks |  |

| 22 aprile 2016, ore 16:00 | Cairo Mustangs | 0 – 20 | Cairo Lions |  |

#### 9ª giornata
| 29 aprile 2016, ore 14:00 | Cairo Hawks | 22 – 8 | Cairo Lions |  |

| 29 aprile 2016, ore 16:00 | Cairo Gorillas | 6 – 24 | Cairo Sharks |  |

#### 10ª giornata
| 6 maggio 2016, ore 14:00 | Cairo Gorillas | 14 – 2 | Cairo Mustangs |  |

| 6 maggio 2016, ore 16:00 | Cairo Hawks | 8 – 20 | Cairo Sharks |  |

### Classifica
La classifica della regular season è la seguente:
- PCT = percentuale di vittorie, G = partite giocate, V = partite vinte,  P = partite perse, PF = punti fatti, PS = punti subiti

| Pos. | Squadra        | PCT   | G | V | N | P | PF  | PS  |
| ---- | -------------- | ----- | - | - | - | - | --- | --- |
| 1    | Cairo Sharks   | 1.000 | 8 | 8 | 0 | 0 | 228 | 50  |
| 2    | Cairo Hawks    | .750  | 8 | 6 | 0 | 2 | 189 | 92  |
| 3    | Cairo Lions    | .500  | 8 | 4 | 0 | 4 | 134 | 126 |
| 4    | Cairo Mustangs | .125  | 8 | 1 | 0 | 7 | 48  | 184 |
| 5    | Cairo Gorillas | .125  | 8 | 1 | 0 | 7 | 44  | 187 |

## Verdetti
- Cairo Sharks Campioni dell'Egitto 2016